# 克查哈哈山
13°34′50″S 71°10′56″W / 13.58056°S 71.18222°W
克查哈哈山（Quechajaja），是秘魯的山峰，位於該國東南部庫斯科大區，由基斯皮坎奇省的奧孔加特區負責管轄，屬於韋爾卡努塔山脈的一部分，海拔高度約4,600米。